# Джонатан Гонсалес
Джонатан Гонсалес Ортіс (нар. 24 квітня 1991) — пуерториканський боксер-професіонал, колишній чемпіон світу по версії WBO в першій найлегшій вазі (2021-2024).